# La Higuera, Tuxpan
La Higuera är en ort i Mexiko.   Den ligger i kommunen Tuxpan och delstaten Jalisco, i den södra delen av landet, 400 km väster om huvudstaden Mexico City. La Higuera ligger 989 meter över havet och antalet invånare är 1 238.
Terrängen runt La Higuera är kuperad. Runt La Higuera är det glesbefolkat, med 15 invånare per kvadratkilometer. Närmaste större samhälle är Tecalitlan, 12,0 km öster om La Higuera. Omgivningarna runt La Higuera är en mosaik av jordbruksmark och naturlig växtlighet.